# Sol (møntenhed)
 For alternative betydninger, se Sol. (Se også artikler, som begynder med Sol)
Sol (flertal: soles, møntenhedstegn: S/) er møntenheden i Peru. Den er inddelt i 100 céntimos og har valutakoden PEN.
Sol afløste den peruvianske inti i 1991. Navnet er det samme som Perus tidligere møntenhed fra 1863-1985, sol, hvorfor den nye møntenhed blev kaldt Nuevo sol. Den 13. november 2015 besluttede den peruvianske kongres at ændre navnet til det nuværende sol. 
Navnet er hentet fra latin, “solidus”, der betyder “solid”, men “sol” på spansk har også betydningen sol, og der er således med navnet en kontinuitet, da den tidligere møntenhed inti var inspireret af Inti, symbolet på inkaernes solgud.